# 測量員7號
測量員7號是美國探測月球的測量員計畫中，第七艘也是最後一艘登陸月球的測量員太空船。
- 1968年1月7日發射；1968年1月10日登陸。
- 著陸時質量：305.7 公斤 (674.0磅)

總共有21,091張照片被傳送回地球。
測量員7號是美國的測量員計畫成功在月球表面軟著陸的第五艘太空船，這項任務的主要目標是：
1. 執行月球軟著陸（從毫無關聯的地區，在一個面積內獲取該地區的影像和月球的標本，有效的區別不同測量任務的差異）；
2. 獲得著陸地點的電視影像；
3. 測量化學元素的相對豐度；
4. 使用月球的物料；
5. 獲得接觸的動態資料；和
6. 獲得熱和雷達反射資料。

這艘太空船在設計上與之前的幾艘測量員相似，但它攜帶了更多的科學儀器，包括使用偏光濾鏡的電視攝影機、表面取樣器、兩個腳架上的磁棒、挖斗上的兩個馬蹄型的磁鐵、 和輔助的反射鏡。這些輔助的反射鏡，有三個用來觀測太空船底下的區域，一個提供表面取樣區域的立體視覺，還有七片用來顯示沉積在太空船上的月球物質。這艘太空船在1968年1月10日登陸在第谷坑的外圍環圈上。在軟著陸之後，經過短暫的運作，在日落後80小時的1968年1月26日停止了運作。在第二個月球日，從1968年2月12日至21日，再恢復工作。這次太空船操作的任務目標都完美的達成。
這艘太空船著陸的地點接近以知名的天文學家命名的第谷坑。從地球上以裸眼就能看見從這個坑因為受到撞擊而濺射出的明亮輻射條紋。
測量員7號是測量員計畫的最後一艘太空船。它的降落非常完美，與航程計畫的目標偏差不到3公里（2英里）。起初，α背向散射儀未能正確的布署，但任務控制器成功的利用土壤取樣儀抓取將這個儀器推入正確的位置，進行後續的實驗。電池在月球的第一個夜晚受到損傷，其後的傳輸受到影響因而是斷斷續續的，最後的接觸是在1968年2月20日。
測量員7號也是第一艘在入夜之後偵測月球上因為靜電產生的懸浮月塵的微弱反射光在地平線上所造成的暗淡輝光。

## 科學儀器

### 土壤結構表面取樣器
土壤結構表面取樣器在設計上可以在月球表面上鑿、挖、刮和掘溝，在過程中並且可以拍照，以便能確定月球表面物質的性質。取樣器主要由一個閘門和容器組成，有一個鋒利的邊緣，並且使用電動馬達來開啟和關閉容器。平底的挖斗嵌進了兩個矩形的馬蹄磁鐵，並且安裝在可以伸展1.5米或縮入靠近太空船驅動馬達的縮放儀上。這個機械臂可以在方位角+40度至-72度的範圍內移動，或是利用驅動馬達升高130毫米。它也可以藉由重力和彈簧提供的作用力挖掘月球的表面。挖斗被安狀在電視攝影機的下方，並且可以伸展到α散射儀所在的位置，或是重新布署在另一個選定的位置上。這個儀器總共進行了16次的載重測試、7次挖溝測試、和2次的撞擊測試。在α散射儀在月球表面不能布署時，它也釋放了這個儀器使它恢復功能，遮蔽這個儀器和移動這個儀器去量測其他的月球樣品。在1968年1月11日至23日之間，它以完美的性能操作了36小時。這個儀器最後的回應是在2月14日，驗證了它在月球的夜晚也能工作，只是電力系統不能支援任何的操作。

## 外部連結
- 測量員計畫的結果 (PDF) 1969年 （页面存档备份，存于）(英文)